# Roland Juno-60
Juno-60 — аналоговый полифонический субтрактивный синтезатор, выпускавшийся компанией Roland с 1982 по 1984 год. Он последовал за Juno-6 — почти идентичным синтезатором, выпущенным несколькими месяцами ранее. В синтезаторы серии Juno были внедрены генераторы Roland с цифровым управлением, что позволило значительно улучшить стабильность настройки по сравнению с конкурентами.
Juno-6 и Juno-60 были представлены как недорогие альтернативы полифоническим синтезаторам, таким как Prophet-5 и собственный Jupiter-8 от Roland . Их встроенный эффект хоруса был разработан, чтобы компенсировать более слабый звук единственного осциллятора. Впоследствии он стал фирменным эффектом инструментов. Синтезаторы Juno продолжали оставаться популярными в 1990-х годах, их использовали исполнители хаус и техно. Juno-60 пережил еще одно возрождение в 2010-х, завоевав популярность среди современных поп-, инди- и синтвейв-исполнителей. Синтезатор вдохновил на создание многочисленных программных эмуляций, в том числе и Roland, которая в 2015 году выпустила аппаратные синтезаторы с цифровым питанием, вдохновленные Juno-60.

## Возможности
Juno-60 — это аналоговый синтезатор с одним генератором, оснащенный фильтром верхних частот, фильтром нижних частот, одной огибающей ADSR и одним LFO.
В синтезаторе, как и в его предшественнике Juno-6, использовалась традиционная аналоговая технология с фильтром и усилителем, управляемыми напряжением, низкочастотным генератором и генераторами огибающей ADSR . Однако в нем также использовались генераторы с цифровым управлением (DCO) и аналоговые генераторы, управляемые цифровыми схемами . В отличие от управляемых напряжением генераторов предыдущих синтезаторов, которые часто выходили из строя, DCO обеспечивали стабильность настройки.
Многие полифонические синтезаторы имели два генератора, поэтому, чтобы компенсировать отсутствие второго генератора, Roland реализовала встроенный эффект хоруса, а также фильтр верхних частот, который повышал уровень басов в самом низком положении. Эффект хоруса включается с помощью двух кнопок, которые обеспечивают медленную модуляцию с частотой 0,4 Гц и 0,6 Гц. Кроме того, две кнопки можно нажимать одновременно для создания еще более сильного эффекта хоруса. Хотя этот эффект считается шумным, он является характерной чертой Juno-60.
Отличительной чертой Juno-60 от Juno-6 является наличие хранилища патчей, позволяющее пользователям сохранять и использовать до 54 звуков, а также разъем DCB — предшественник MIDI.

## Преемники
В 1985 году были выпущены Roland Juno-106, Alpha Juno 1 и Alpha Juno 2. Эти синтезаторы предлагали новые возможности программирования, экраны с подсветкой и новый интерфейс. Alpha Juno 2 также оснащен клавиатурой, чувствительной к силе нажатия и послекасанию, а также слотом для картриджа для хранения патчей. Их считали слишком дорогими и сложными для программирования, поэтому они потерпели коммерческий провал. Их производство было прекращено в 1986 году.
Roland возродил серию Juno в 2000-х, выпустив Juno-D в 2004 г., Juno-G в 2006 г., Juno-Stage в 2008 г., Juno-Di в 2009 г. и Juno-Gi 2010 г. Несмотря на название , эти синтезаторы не имели ничего общего с синтезаторами Juno или Alpha Juno, вместо этого Roland использовала название Juno для обозначения «доступных» синтезаторов.
В 2015 году Roland выпустила JU-06 в рамках своей линейки Boutique. JU-06 — это 4-голосная версия Juno-106, использующая технологию цифрового поведения аналоговых цепей (ACB) Roland. В 2019 году была выпущена обновленная версия JU-06A, которая сочетает в себе непрерывный фильтр верхних частот как у Juno-106, широтно-импульсную модуляцию с управляемой огибающей как у Juno-60 и оба фильтра, переключаемые с передней панели.
В 2022 году Roland выпустила Juno-X — современный синтезатор с цифровыми эмуляциями Juno-60 и Juno-106, а также дополнительную модель Juno-X с волновой формой supersaw, чувствительностью к скорости и управлением огибающей высоты тона в стиле Alpha-Juno. Дизайн панели управления Juno X напрямую связан с элементами управления Juno-106, а звуковой движок основан на современных цифровых синтезаторах Jupiter-X и Jupiter-Xm.

## Роль в музыке
Juno-60 широко использовался в поп-музыке 1980-х, хаусе и техно-музыке 1990-х такими исполнителями, как Эния, Винс Кларк, Ховард Джонс, Ник Кершоу, Джон Фокс, A Flock of Seagulls, Berlin, Билли Айдол, Fingers Inc., Eurythmics, Синди Лопер, и Wham!. В 2010-х годах наблюдался всплеск популярности среди инди- и электро-исполнителей, таких как Metronomy, что привело к росту цен на рынке подержанных синтезаторов.